# Brescia Calcio 1980-1981
Questa pagina raccoglie le informazioni riguardanti il Brescia Calcio nelle competizioni ufficiali della stagione 1980-1981.

## Stagione
La stagione ha visto il ritorno del Brescia nella massima serie dopo dieci anni di assenza, sulla panchina delle rondinelle Alfredo Magni in arrivo da un lustro al Monza.
Alla fine del campionato la squadra lombarda ha raccolto venticinque punti (grazie a quattro vittorie, diciassette pareggi e nove sconfitte) terminando a pari merito con le altre pretendenti alla salvezza (l'Avellino, penalizzato di cinque punti a causa dello scandalo del Totonero scoppiato l'anno precedente, l'Udinese, il Como e l'Ascoli), ma retrocedendo a causa della classifica avulsa sfavorevole, ovvero calcolata in base agli scontri diretti, e retrocede con Pistoiese e Perugia. Scudetto alla Juventus con 44 punti, seconda la Roma con 42 punti.
Tra le giornate 5 e 14 ottenne 10 risultati utili consecutivi, record tuttora imbattuto in serie A per una squadra retrocessa a fine campionato.
In Coppa Italia il Brescia non supera il primo turno, classificandosi ultimo nel Girone 1, dietro a Juventus (qualificata), Udinese, Genoa e Taranto.

## Organigramma societario
Area direttiva
- Presidente: Sergio Saleri

Staff tecnico
- Allenatore: Alfredo Magni

## Rosa
| N. |                   | Ruolo | Calciatore           |
| -- | ----------------- | ----- | -------------------- |
|    | Italia (bandiera) | P     | Astutillo Malgioglio |
|    | Italia (bandiera) | P     | Giorgio Pellizzaro   |
|    | Italia (bandiera) | D     | Maurizio Venturi     |
|    | Italia (bandiera) | D     | Gabriele Podavini    |
|    | Italia (bandiera) | D     | Giuliano Groppi      |
|    | Italia (bandiera) | D     | Dino Galparoli       |
|    | Italia (bandiera) | D     | Gianni De Biasi      |
|    | Italia (bandiera) | D     | Viviano Guida        |
|    | Italia (bandiera) | C     | Pietro Biagini       |

| N. |                   | Ruolo | Calciatore          |
| -- | ----------------- | ----- | ------------------- |
|    | Italia (bandiera) | C     | Pasquale Iachini    |
|    | Italia (bandiera) | C     | Stefano Bonometti   |
|    | Italia (bandiera) | C     | Sandro Salvioni     |
|    | Italia (bandiera) | C     | Marco Torresani     |
|    | Italia (bandiera) | A     | Roberto Bergamaschi |
|    | Italia (bandiera) | A     | Domenico Penzo      |
|    | Italia (bandiera) | A     | Ezio Sella          |
|    | Italia (bandiera) | A     | Angelo Crialesi     |

## Risultati

### Serie A

#### Girone di andata
| Arbitro: | Lattanzi (Roma) |

|           |           |                         |
| Sella 52’ | Marcatori | 4’ De Ponti 73’ Valente |

| Arbitro: | Ballerini (La Spezia) |

|                   |           |  |
| Pruzzo 51’ (rig.) | Marcatori |  |

| Arbitro: | Barbaresco (Cormons) |

|           |           |                    |
| Penzo 11’ | Marcatori | 24’ (rig.) Cabrini |

| Arbitro: | Michelotti (Parma) |

|               |           |  |
| Paganelli 58’ | Marcatori |  |

| Arbitro: | Agnolin (Bassano del Grappa) |

|                     |           |            |
| Sabadini 55’ (aut.) | Marcatori | 39’ Borghi |

| Brescia 26 ottobre 1980 6ª giornata | Brescia       | 0 – 0 | Fiorentina | Stadio Mario Rigamonti\| Arbitro: \| Ciulli (Roma) \| |
| Arbitro:                            | Ciulli (Roma) |       |            |                                                       |

| Arbitro: | Redini (Pisa) |

|  |           |              |
|  | Marcatori | 33’ Salvioni |

| Arbitro: | Pieri (Genova) |

|                    |           |            |
| Pietro Biagini 80’ | Marcatori | 74’ Pulici |

| Arbitro: | Lops (Torino) |

|                |           |                  |
| Pellegrini 11’ | Marcatori | 63’ (rig.) Penzo |

| Brescia 14 dicembre 1980 10ª giornata | Brescia       | 0 – 0 | Inter | Stadio Mario Rigamonti\| Arbitro: \| Longhi (Roma) \| |
| Arbitro:                              | Longhi (Roma) |       |       |                                                       |

| Arbitro: | Lattanzi (Roma) |

|             |           |                                  |
| Bellini 64’ | Marcatori | 4’ De Biasi 66’ (aut.) Di Chiara |

| Udine 28 dicembre 1980 12ª giornata | Udinese          | 0 – 0 | Brescia | Stadio Friuli\| Arbitro: \| Paparesta (Bari) \| |
| Arbitro:                            | Paparesta (Bari) |       |         |                                                 |

| Arbitro: | Menegali (Roma) |

|           |           |           |
| Penzo 60’ | Marcatori | 27’ Bagni |

| Arbitro: | Lo Bello (Siracusa) |

|                     |           |                         |
| Cavagnetto 41’, 81’ | Marcatori | 54’ Torresani 89’ Penzo |

| Arbitro: | Barbaresco (Cormons) |

|  |           |            |
|  | Marcatori | 4’ Torrisi |

#### Girone di ritorno
| Arbitro: | Benedetti (Roma) |

|              |           |  |
| Cattaneo 60’ | Marcatori |  |

| Arbitro: | Bergamo (Livorno) |

|              |           |                                     |
| Crialesi 49’ | Marcatori | 43’ Di Bartolomei 55’ (rig.) Pruzzo |

| Arbitro: | Prati (Parma) |

|                            |           |  |
| Tardelli 7’ Marocchino 45’ | Marcatori |  |

| Arbitro: | Agnolin (Bassano del Grappa) |

|                            |           |                   |
| De Biasi 21’ Torresani 88’ | Marcatori | 28’, 33’ Chimenti |

| Catanzaro 8 marzo 1981 20ª giornata | Catanzaro     | 0 – 0 | Brescia | Stadio Militare\| Arbitro: \| Longhi (Roma) \| |
| Arbitro:                            | Longhi (Roma) |       |         |                                                |

| Arbitro: | Lo Bello (Siracusa) |

|                      |           |  |
| Antognoni 21’ (rig.) | Marcatori |  |

| Brescia 22 marzo 1981 22ª giornata | Brescia         | 0 – 0 | Bologna | Stadio Mario Rigamonti\| Arbitro: \| Lattanzi (Roma) \| |
| Arbitro:                           | Lattanzi (Roma) |       |         |                                                         |

| Arbitro: | Menegali (Roma) |

|              |           |                |
| Graziani 32’ | Marcatori | 3’ Bergamaschi |

| Arbitro: | Redini (Pisa) |

|              |           |                      |
| Podavini 87’ | Marcatori | 50’ Musella 85’ Krol |

| Milano 12 aprile 1981 25ª giornata | Inter           | 0 – 0 | Brescia | Stadio San Siro\| Arbitro: \| Lattanzi (Roma) \| |
| Arbitro:                           | Lattanzi (Roma) |       |         |                                                  |

| Arbitro: | Menegali (Roma) |

|           |           |  |
| Sella 36’ | Marcatori |  |

| Arbitro: | Menegali (Roma) |

|                  |           |           |
| Miano 74’ (aut.) | Marcatori | 61’ Miani |

| Perugia 10 maggio 1981 28ª giornata | Perugia        | 0 – 0 | Brescia | Stadio Renato Curi\| Arbitro: \| Pieri (Genova) \| |
| Arbitro:                            | Pieri (Genova) |       |         |                                                    |

| Arbitro: | Agnolin (Bassano del Grappa) |

|           |           |  |
| Sella 42’ | Marcatori |  |

| Ascoli Piceno 24 maggio 1981 30ª giornata | Ascoli        | 0 – 0 | Brescia | Stadio Cino e Lillo Del Duca\| Arbitro: \| Redini (Pisa) \| |
| Arbitro:                                  | Redini (Pisa) |       |         |                                                             |

### Coppa Italia

#### Girone 1
| Arbitro: | Redini (Pisa) |

|           |           |                |
| Boito 38’ | Marcatori | 7’ Bergamaschi |

| 24 agosto 1980 2ª giornata |  | – Riposo |  |  |

| Arbitro: | D'Elia (Salerno) |

|  |           |             |
|  | Marcatori | 88’ Cabrini |

| Arbitro: | Menegali (Roma) |

|                    |           |           |
| Iachini 69’ (rig.) | Marcatori | 9’ Tesser |

| Arbitro: | Parussini (Udine) |

|                      |           |  |
| Fabbri 52’ Mucci 82’ | Marcatori |  |

## Statistiche

### Statistiche di squadra
| Competizione | Punti | In casa | In casa | In casa | In casa | In casa | In casa | In trasferta | In trasferta | In trasferta | In trasferta | In trasferta | In trasferta | Totale | Totale | Totale | Totale | Totale | Totale | DR |
| Competizione | Punti | G       | V       | N       | P       | Gf      | Gs      | G            | V            | N            | P            | Gf           | Gs           | G      | V      | N      | P      | Gf     | Gs     | DR |
| ------------ | ----- | ------- | ------- | ------- | ------- | ------- | ------- | ------------ | ------------ | ------------ | ------------ | ------------ | ------------ | ------ | ------ | ------ | ------ | ------ | ------ | -- |
| Serie A      | 25    | 15      | 2       | 9       | 4       | 12      | 14      | 15           | 2            | 8            | 5            | 7            | 11           | 30     | 4      | 17     | 9      | 19     | 25     | -6 |
| Coppa Italia | 2     | 2       | 0       | 1       | 1       | 1       | 2       | 2            | 0            | 1            | 1            | 1            | 3            | 4      | 0      | 2      | 2      | 2      | 5      | -3 |
| Totale       | 27    | 17      | 2       | 10      | 5       | 13      | 16      | 17           | 2            | 9            | 6            | 8            | 14           | 34     | 4      | 19     | 11     | 21     | 30     | -9 |

### Statistiche dei giocatori
| Giocatore      | Serie A  | Serie A | Serie A     | Serie A    | Coppa Italia | Coppa Italia | Coppa Italia | Coppa Italia | Totale   | Totale | Totale      | Totale     |
| Giocatore      | Presenze | Reti    | Ammonizioni | Espulsioni | Presenze     | Reti         | Ammonizioni  | Espulsioni   | Presenze | Reti   | Ammonizioni | Espulsioni |
| -------------- | -------- | ------- | ----------- | ---------- | ------------ | ------------ | ------------ | ------------ | -------- | ------ | ----------- | ---------- |
| R. Bergamaschi | 26       | 1       | 0           | 0          | 4            | 1            | 0            | 0            | 30       | 2      | 0           | 0          |
| P. Biagini     | 24       | 1       | 0           | 0          | 4            | 0            | 0            | 0            | 28       | 1      | 0           | 0          |
| S. Bonometti   | 5        | 0       | 0           | 0          | 1            | 0            | 0            | 0            | 6        | 0      | 0           | 0          |
| A. Crialesi    | 10       | 1       | 0           | 0          | 0            | 0            | 0            | 0            | 10       | 1      | 0           | 0          |
| G. De Biasi    | 28       | 2       | 0           | 0          | 4            | 0            | 0            | 0            | 32       | 2      | 0           | 0          |
| D. Galparoli   | 30       | 0       | 0           | 0          | 4            | 0            | 0            | 0            | 34       | 0      | 0           | 0          |
| G. Groppi      | 19       | 0       | 0           | 0          | 1            | 0            | 0            | 0            | 20       | 0      | 0           | 0          |
| V. Guida       | 18       | 0       | 0           | 0          | 4            | 0            | 0            | 0            | 22       | 0      | 0           | 0          |
| P. Iachini     | 28       | 0       | 0           | 0          | 4            | 1            | 0            | 0            | 32       | 1      | 0           | 0          |
| A. Malgioglio  | 30       | -25     | 0           | 0          | 2            | -5           | 0            | 0            | 32       | -30    | 0           | 0          |
| G. Pellizzaro  | 0        | 0       | 0           | 0          | 0            | 0            | 0            | 0            | 0        | 0      | 0           | 0          |
| D. Penzo       | 28       | 4       | 0           | 0          | 2            | 0            | 0            | 0            | 30       | 4      | 0           | 0          |
| G. Podavini    | 29       | 1       | 0           | 0          | 4            | 0            | 0            | 0            | 33       | 1      | 0           | 0          |
| S. Salvioni    | 28       | 1       | 0           | 0          | 2            | 0            | 0            | 0            | 30       | 1      | 0           | 0          |
| E. Sella       | 20       | 3       | 0           | 0          | 4            | 0            | 0            | 0            | 24       | 3      | 0           | 0          |
| M. Torresani   | 23       | 2       | 0           | 0          | 4            | 0            | 0            | 0            | 27       | 2      | 0           | 0          |
| M. Venturi     | 30       | 0       | 0           | 0          | 2            | 0            | 0            | 0            | 32       | 0      | 0           | 0          |